# West Midlands (county)
 For alternative betydninger, se West Midlands. (Se også artikler, som begynder med West Midlands)
West Midlands er et engelsk ceremonielt grevskab og storbyamt (Metropolitan County) i regionen West Midlands.

## Storbyamt
Grevskabet blev oprettet i 1974, og det har status som et storbyamt (Metropolitan county). Grevskabet grænser op til Warwickshire, Worcestershire og Staffordshire.
Fra 1986 består grevskabet af syv selvstyrende kommuner (Metropolitan boroughs). Det er City of Birmingham, City of Coventry, City of Wolverhampton, Metropolitan Borough of Dudley, Metropolitan Borough of Walsall, Metropolitan Borough of Sandwell og Metropolitan Borough of Solihull.
52°30′N 1°50′V / 52.5°N 1.83°V